# 2008年の日本公開映画/5月
- 1日
  - 相棒 -劇場版- 絶体絶命! 42.195km 東京ビッグシティマラソン（ 日本）
  - イエロー三部作（ 日本）
- 3日
  - ブレス（ 韓国）
  - 軍鶏（ 香港・ 日本）
  - 靖国 YASUKUNI（ 日本）
  - すんドめ2（ 日本）
- 10日
  - ミスト（ アメリカ合衆国）
  - 最高の人生の見つけ方（ アメリカ合衆国）
  - ハンティング・パーティ（ アメリカ合衆国）
  - P2（ アメリカ合衆国）
  - ニンジャ・チアリーダー（ アメリカ合衆国）
  - 光州5・18（ 韓国）
  - 隠し砦の三悪人 THE LAST PRINCESS（ 日本）
  - 同級生（ 日本）
  - 体育館ベイビー（ 日本）
  - ひぐらしのなく頃に（ 日本）
  - the hiding -潜伏-（ 日本）
  - タカダワタル的ゼロ（ 日本/ドキュメンタリー）
  - サルサとチャンプルー Cuba/Okinawa（ 日本/ドキュメンタリー）
- 17日
  - チャーリー・ウィルソンズ・ウォー（ アメリカ合衆国）
  - 痛いほどきみが好きなのに（ アメリカ合衆国）
  - 噂のアゲメンに恋をした!（ アメリカ合衆国）
  - オーケストラの向こう側 フィラデルフィア管弦楽団の秘密（ アメリカ合衆国/ドキュメンタリー）
  - ジョイ・ディヴィジョン（ イギリス・ アメリカ合衆国/ドキュメンタリー）
  - マンデラの名もなき看守（ フランス・ ドイツ・ ベルギー・ 南アフリカ共和国）
  - 丘を越えて（ 日本）
  - 新スパイガール大作戦〜惑星からの侵略者〜（ 日本）
  - うん、何?（ 日本）
- 21日
  - ナルニア国物語/第2章:カスピアン王子の角笛（ アメリカ合衆国）
- 24日
  - ランボー/最後の戦場（ アメリカ合衆国）
  - 幻影師アイゼンハイム（ アメリカ合衆国）
  - Mr.ブルックス 完璧なる殺人鬼（ アメリカ合衆国）
  - パリ、恋人たちの2日間（ フランス・ ドイツ）
  - コロッサル・ユース（ ポルトガル・ フランス・ スイス）
  - 山のあなた〜徳市の恋〜（ 日本）
  - アフタースクール（ 日本）
  - 世界で一番美しい夜（ 日本）
  - 少林老女（ 日本）
  - 妖女伝説セイレーンX 魔性の誘惑（ 日本）
  - THE FROGMAN SHOW 秘密結社鷹の爪 THE MOVIEⅡ 私を愛した黒烏龍茶（ 日本/アニメ）
  - 劇場版 空の境界/第四章 伽藍の洞（ 日本/アニメ）
- 25日
  - 今、愛する人と暮らしていますか?（ 韓国）
- 31日
  - シューテム・アップ（ アメリカ合衆国）
  - 幸せになるための27のドレス（ アメリカ合衆国）
  - フールズ・ゴールド/カリブ海に沈んだ恋の宝石（ アメリカ合衆国）
  - ラスベガスをぶっつぶせ（ アメリカ合衆国）
  - アウェイ・フロム・ハー 君を想う（ カナダ）
  - おいしいコーヒーの真実（ イギリス・ アメリカ合衆国/ドキュメンタリー）
  - 山桜（ 日本）
  - 僕の彼女はサイボーグ（ 日本）
  - 長い長い殺人（ 日本）
  - 髪がかり（ 日本）
  - JOHNEN 定の愛（ 日本）
  - ヤーチャイカ（ 日本）
  - サンシャイン デイズ（ 日本）
  - コラソン de メロン（ 日本）
  - 縛師 Bakushi（ 日本）
  - シネマ歌舞伎 ふるあめりかに袖はぬらさじ（ 日本）
  - 藝州かやぶき紀行（ 日本/ドキュメンタリー）